# Abaciscus
Abaciscus is een geslacht van vlinders van de familie spanners (Geometridae), uit de onderfamilie Ennominae.

## Soorten
- A. alishanensis Inoue, 1978
- A. intractabilis Walker, 1864
- A. tristis Butler, 1889
- A. tsinlingensis Wehrli, 1943